# 19 (число)
19 (дев'ятна́дцять) — натуральне число між 18 і 20

## Математика
- восьме просте число
- п'яте щасливе число
- 219 = 524 288

## Наука
- Атомний номер калію

## Дати
- 19 рік, 19 рік до н. е.
- 1819 рік
- 1919 рік
- 2019 рік